# شعارات الجمهوريات السوفيتية
شعارات الجمهوريات المكونة لاتحاد الجمهوريات السوفيتية الاشتراكية تميزت جميعها في الغالب بالمطرقة والمنجل والنجمة الحمراء التي ترمز إلى الشيوعية، بالإضافة إلى الشمس المشرقة، محاطاً بإكليل من القمح (باستثناء الجمهورية الكريلية - الفنلندية السوفيتية الاشتراكية مع إكليل من الجاودار). شعار دولة الاتحاد يا عمال العالم، اتحدوا! ، باللغتين المحلية والروسية تم وضعهما أيضاً على كل واحدة منهما. بالإضافة إلى تلك الزخارف المتكررة، تضمنت شعارات العديد من الجمهوريات السوفيتية أيضاً سمات مميزة لمناظرها الطبيعية أو اقتصاداتها أو ثقافاتها المحلية.
غالباً ما تسمى تًنّف هذه الشعارات كشعارات نبالة، ولكن نظراً لأنها (عمداً) لم تتبع قواعد شعارات النبالة، فلا يمكن اعتبار معظمها شعارات النبالة. ومع ذلك، فقد اتبعوا جميعاً نفس النمط الأساسي، وهو النمط الذي أدى -أحياناً- إلى استخدام اطلاق مصطلح "شعارات النبالة الاشتراكية" عليها.
يعرض الجدول أدناه النسخ النهائية لشعارات الجمهوريات السوفيتية قبل تفكك الاتحاد السوفيتي عام 1991، بالإضافة إلى شعارات جمهوريتين لم تعد موجودتان قبل ذلك الوقت. للمقارنة، تظهر أيضاً الأسلحة الوطنية للدول التي خلفت الجمهوريات السوفييتية حالياً. وكما يتبين، فإن معظم جمهوريات ما بعد الاتحاد السوفيتي في آسيا تستخدم أسلحة مستوحاة من شعارات الحقبة السوفيتية أو تذكرنا بها، حيث تمتلك طاجيكستان وأوزبكستان أسلحة حالية مطابقة تقريباً للأسلحة السوفيتية. من ناحية أخرى، عادت معظم الجمهوريات الأوروبية إلى شعاراتها التقليدية التي كانت مستخدمة قبل الانضمام إلى الاتحاد السوفييتي. استخدمت روسيا البيضاء شعار باهونيا التقليدي كشعار لها من عام 1991 إلى عام 1995 عندما تم استبداله بشعار جديد يشبه إلى حد كبير تصميم الحقبة السوفيتية. بالإضافة إلى ذلك، تستخدم جمهورية بريدنيستروفيا المولدوفية الانفصالية (ترانسنيستريا)، المعترف بها دولياً كجزء من مولدوفا ، شعاراً يعتمد على شعار جمهورية مولدوفا الاشتراكية السوفيتية (انظر شعار النبالة لترانسنيستريا) وجمهورية جمهورية لوغانسك الشعبية، كذلك لوهانسك أوبلاست في أوكرانيا أنشأت شعاراً مماثلاً.

## شعارات الجمهوريات السوفيتية
| الاسم الرسمي                                                    | الشعار                      | المقال الرئيسي                                    | مميزات خاصة                                                           | مميزات خاصة                | الشعار الحالي                                         |
| --------------------------------------------------------------- | --------------------------- | ------------------------------------------------- | --------------------------------------------------------------------- | -------------------------- | ----------------------------------------------------- |
| جمهورية روسيا الاتحادية الاشتراكية السوفيتية                    |                             | شعار جمهورية روسيا الاتحادية الاشتراكية السوفيتية | نباتات                                                                | قمح                        | شعار روسيا                                            |
| جمهورية روسيا الاتحادية الاشتراكية السوفيتية                    | مناظر طبيعية، خصائص جغرافية | شعار جمهورية روسيا الاتحادية الاشتراكية السوفيتية |                                                                       |                            | شعار روسيا                                            |
| جمهورية روسيا الاتحادية الاشتراكية السوفيتية                    | الصناعة                     | شعار جمهورية روسيا الاتحادية الاشتراكية السوفيتية |                                                                       |                            | شعار روسيا                                            |
| جمهورية روسيا الاتحادية الاشتراكية السوفيتية                    | زخرفة                       | شعار جمهورية روسيا الاتحادية الاشتراكية السوفيتية | خرطوش الباروك                                                         |                            | شعار روسيا                                            |
| جمهورية أوكرانيا الاشتراكية السوفيتية                           |                             | شعار جمهورية أوكرانيا الاشتراكية السوفيتية        | نباتات                                                                | قمح                        | شعار أوكرانيا                                         |
| جمهورية أوكرانيا الاشتراكية السوفيتية                           | مناظر طبيعية، خصائص جغرافية | شعار جمهورية أوكرانيا الاشتراكية السوفيتية        |                                                                       |                            | شعار أوكرانيا                                         |
| جمهورية أوكرانيا الاشتراكية السوفيتية                           | الصناعة                     | شعار جمهورية أوكرانيا الاشتراكية السوفيتية        |                                                                       |                            | شعار أوكرانيا                                         |
| جمهورية أوكرانيا الاشتراكية السوفيتية                           | زخرفة                       | شعار جمهورية أوكرانيا الاشتراكية السوفيتية        | خرطوش الباروك                                                         |                            | شعار أوكرانيا                                         |
| جمهورية روسيا البيضاء الاشتراكية السوفيتية                      |                             | Emblem of the Byelorussian SSR                    | نباتات                                                                | قمح، نفل البرسيم، كتان     | شعار روسيا البيضاء                                    |
| جمهورية روسيا البيضاء الاشتراكية السوفيتية                      | مناظر طبيعية، خصائص جغرافية | Emblem of the Byelorussian SSR                    |                                                                       |                            | شعار روسيا البيضاء                                    |
| جمهورية روسيا البيضاء الاشتراكية السوفيتية                      | الصناعة                     | Emblem of the Byelorussian SSR                    |                                                                       |                            | شعار روسيا البيضاء                                    |
| جمهورية روسيا البيضاء الاشتراكية السوفيتية                      | زخرفة                       | Emblem of the Byelorussian SSR                    |                                                                       |                            | شعار روسيا البيضاء                                    |
| جمهورية أوزبكستان الاشتراكية السوفيتية                          |                             | Emblem of the Uzbek SSR                           | نباتات                                                                | قمح، قطن                   | شعار أوزبكستان                                        |
| جمهورية أوزبكستان الاشتراكية السوفيتية                          | مناظر طبيعية، خصائص جغرافية | Emblem of the Uzbek SSR                           |                                                                       |                            | شعار أوزبكستان                                        |
| جمهورية أوزبكستان الاشتراكية السوفيتية                          | الصناعة                     | Emblem of the Uzbek SSR                           |                                                                       |                            | شعار أوزبكستان                                        |
| جمهورية أوزبكستان الاشتراكية السوفيتية                          | زخرفة                       | Emblem of the Uzbek SSR                           |                                                                       |                            | شعار أوزبكستان                                        |
| جمهورية كازاخستان الاشتراكية السوفيتية                          |                             | شعار جمهورية كازاخستان الاشتراكية السوفيتية       | نباتات                                                                | قمح                        | شعار كازاخستان                                        |
| جمهورية كازاخستان الاشتراكية السوفيتية                          | مناظر طبيعية، خصائص جغرافية | شعار جمهورية كازاخستان الاشتراكية السوفيتية       |                                                                       |                            | شعار كازاخستان                                        |
| جمهورية كازاخستان الاشتراكية السوفيتية                          | الصناعة                     | شعار جمهورية كازاخستان الاشتراكية السوفيتية       |                                                                       |                            | شعار كازاخستان                                        |
| جمهورية كازاخستان الاشتراكية السوفيتية                          | زخرفة                       | شعار جمهورية كازاخستان الاشتراكية السوفيتية       |                                                                       |                            | شعار كازاخستان                                        |
| جمهورية جورجيا الاشتراكية السوفيتية                             |                             | شعار جمهورية جورجيا الاشتراكية السوفيتية          | نباتات                                                                | قمح، عنب                   | شعار جورجيا                                           |
| جمهورية جورجيا الاشتراكية السوفيتية                             | مناظر طبيعية، خصائص جغرافية | شعار جمهورية جورجيا الاشتراكية السوفيتية          | جبال القوقاز                                                          |                            | شعار جورجيا                                           |
| جمهورية جورجيا الاشتراكية السوفيتية                             | الصناعة                     | شعار جمهورية جورجيا الاشتراكية السوفيتية          |                                                                       |                            | شعار جورجيا                                           |
| جمهورية جورجيا الاشتراكية السوفيتية                             | زخرفة                       | شعار جمهورية جورجيا الاشتراكية السوفيتية          | زخرفة جورجية بنجمة ذات سبعة رؤوس من شعار النبالة الجورجي قبل عام 1921 |                            | شعار جورجيا                                           |
| جمهورية أذربيجان الاشتراكية السوفيتية                           |                             | شعار جمهورية أذربيجان الاشتراكية السوفيتية        | نباتات                                                                | قمح، قطن                   | شعار أذربيجان                                         |
| جمهورية أذربيجان الاشتراكية السوفيتية                           | مناظر طبيعية، خصائص جغرافية | شعار جمهورية أذربيجان الاشتراكية السوفيتية        | الشمس تشرق على بحر قزوين                                              |                            | شعار أذربيجان                                         |
| جمهورية أذربيجان الاشتراكية السوفيتية                           | الصناعة                     | شعار جمهورية أذربيجان الاشتراكية السوفيتية        | جهاز حفر (بريمة) نفط                                                  |                            | شعار أذربيجان                                         |
| جمهورية أذربيجان الاشتراكية السوفيتية                           | زخرفة                       | شعار جمهورية أذربيجان الاشتراكية السوفيتية        |                                                                       |                            | شعار أذربيجان                                         |
| جمهورية ليتوانيا الاشتراكية السوفيتية                           |                             | شعار جمهورية ليتوانيا الاشتراكية السوفيتية        | نباتات                                                                | قمح، بلوط                  | شعار ليتوانيا                                         |
| جمهورية ليتوانيا الاشتراكية السوفيتية                           | مناظر طبيعية، خصائص جغرافية | شعار جمهورية ليتوانيا الاشتراكية السوفيتية        |                                                                       |                            | شعار ليتوانيا                                         |
| جمهورية ليتوانيا الاشتراكية السوفيتية                           | الصناعة                     | شعار جمهورية ليتوانيا الاشتراكية السوفيتية        |                                                                       |                            | شعار ليتوانيا                                         |
| جمهورية ليتوانيا الاشتراكية السوفيتية                           | زخرفة                       | شعار جمهورية ليتوانيا الاشتراكية السوفيتية        |                                                                       |                            | شعار ليتوانيا                                         |
| جمهورية مولدوفا الاشتراكية السوفيتية                            |                             | Emblem of the Moldavian SSR                       | نباتات                                                                | قمح، ذرة شامية، كمثرى، عنب | شعار مولدوفا                                          |
| جمهورية مولدوفا الاشتراكية السوفيتية                            | مناظر طبيعية، خصائص جغرافية | Emblem of the Moldavian SSR                       |                                                                       |                            | شعار مولدوفا                                          |
| جمهورية مولدوفا الاشتراكية السوفيتية                            | الصناعة                     | Emblem of the Moldavian SSR                       |                                                                       |                            | شعار مولدوفا                                          |
| جمهورية مولدوفا الاشتراكية السوفيتية                            | زخرفة                       | Emblem of the Moldavian SSR                       |                                                                       |                            | شعار مولدوفا                                          |
| جمهورية لاتفيا الاشتراكية السوفيتية                             |                             | شعار جمهورية لاتفيا الاشتراكية السوفيتية          | نباتات                                                                | قمح                        | شعار لاتفيا                                           |
| جمهورية لاتفيا الاشتراكية السوفيتية                             | مناظر طبيعية، خصائص جغرافية | شعار جمهورية لاتفيا الاشتراكية السوفيتية          | بحر البلطيق                                                           |                            | شعار لاتفيا                                           |
| جمهورية لاتفيا الاشتراكية السوفيتية                             | الصناعة                     | شعار جمهورية لاتفيا الاشتراكية السوفيتية          |                                                                       |                            | شعار لاتفيا                                           |
| جمهورية لاتفيا الاشتراكية السوفيتية                             | زخرفة                       | شعار جمهورية لاتفيا الاشتراكية السوفيتية          |                                                                       |                            | شعار لاتفيا                                           |
| جمهورية قرغيزستان الاشتراكية السوفيتية                          |                             | Emblem of the Kirghiz SSR                         | نباتات                                                                | قمح، قطن                   | شعار قرغيزستان                                        |
| جمهورية قرغيزستان الاشتراكية السوفيتية                          | مناظر طبيعية، خصائص جغرافية | Emblem of the Kirghiz SSR                         | جبال تيان شان                                                         |                            | شعار قرغيزستان                                        |
| جمهورية قرغيزستان الاشتراكية السوفيتية                          | الصناعة                     | Emblem of the Kirghiz SSR                         |                                                                       |                            | شعار قرغيزستان                                        |
| جمهورية قرغيزستان الاشتراكية السوفيتية                          | زخرفة                       | Emblem of the Kirghiz SSR                         | زخرفة وتطريز قرقيزي                                                   |                            | شعار قرغيزستان                                        |
| جمهورية طاجيكستان الاشتراكية السوفيتية                          |                             | Emblem of the Tajik SSR                           | نباتات                                                                | قمح، قطن                   | شعار طاجيكستان                                        |
| جمهورية طاجيكستان الاشتراكية السوفيتية                          | مناظر طبيعية، خصائص جغرافية | Emblem of the Tajik SSR                           |                                                                       |                            | شعار طاجيكستان                                        |
| جمهورية طاجيكستان الاشتراكية السوفيتية                          | الصناعة                     | Emblem of the Tajik SSR                           |                                                                       |                            | شعار طاجيكستان                                        |
| جمهورية طاجيكستان الاشتراكية السوفيتية                          | زخرفة                       | Emblem of the Tajik SSR                           |                                                                       |                            | شعار طاجيكستان                                        |
| جمهورية أرمينيا الاشتراكية السوفيتية                            |                             | شعار جمهورية أرمينيا الاشتراكية السوفيتية         | نباتات                                                                | قمح، عنب                   | شعار أرمينيا                                          |
| جمهورية أرمينيا الاشتراكية السوفيتية                            | مناظر طبيعية، خصائص جغرافية | شعار جمهورية أرمينيا الاشتراكية السوفيتية         | جبل أرارات                                                            |                            | شعار أرمينيا                                          |
| جمهورية أرمينيا الاشتراكية السوفيتية                            | الصناعة                     | شعار جمهورية أرمينيا الاشتراكية السوفيتية         |                                                                       |                            | شعار أرمينيا                                          |
| جمهورية أرمينيا الاشتراكية السوفيتية                            | زخرفة                       | شعار جمهورية أرمينيا الاشتراكية السوفيتية         |                                                                       |                            | شعار أرمينيا                                          |
| جمهورية تركمانستان الاشتراكية السوفيتية                         |                             | Emblem of the Turkmen SSR                         | نباتات                                                                | قمح، قطن، عنب              | شعار تركمانستان                                       |
| جمهورية تركمانستان الاشتراكية السوفيتية                         | مناظر طبيعية، خصائص جغرافية | Emblem of the Turkmen SSR                         | منظر طبيعي تركماني                                                    |                            | شعار تركمانستان                                       |
| جمهورية تركمانستان الاشتراكية السوفيتية                         | الصناعة                     | Emblem of the Turkmen SSR                         | جهاز حفر (بريمة) نفط                                                  |                            | شعار تركمانستان                                       |
| جمهورية تركمانستان الاشتراكية السوفيتية                         | زخرفة                       | Emblem of the Turkmen SSR                         | جيلام، من التراث التركماني                                            |                            | شعار تركمانستان                                       |
| جمهورية إستونيا الاشتراكية السوفيتية                            |                             | شعار جمهورية إستونيا الاشتراكية السوفيتية         | نباتات                                                                | ذرة، صنوبر، شوح            | شعار إستونيا                                          |
| جمهورية إستونيا الاشتراكية السوفيتية                            | مناظر طبيعية، خصائص جغرافية | شعار جمهورية إستونيا الاشتراكية السوفيتية         |                                                                       |                            | شعار إستونيا                                          |
| جمهورية إستونيا الاشتراكية السوفيتية                            | الصناعة                     | شعار جمهورية إستونيا الاشتراكية السوفيتية         |                                                                       |                            | شعار إستونيا                                          |
| جمهورية إستونيا الاشتراكية السوفيتية                            | زخرفة                       | شعار جمهورية إستونيا الاشتراكية السوفيتية         |                                                                       |                            | شعار إستونيا                                          |
| جمهوريات تفككت قبل تفكك الاتحاد السوفيتي (قبل عام 1991)         |                             |                                                   |                                                                       |                            |                                                       |
| الجمهورية الكريلية - الفنلندية السوفيتية الاشتراكية (1940–1956) |                             | Coat of arms of the Karelo-Finnish SSR            | نباتات                                                                | ذرة، صنوبر                 | Coat of arms of Karelia (constituent entity of روسيا) |
| الجمهورية الكريلية - الفنلندية السوفيتية الاشتراكية (1940–1956) | مناظر طبيعية، خصائص جغرافية | Coat of arms of the Karelo-Finnish SSR            | منظر طبيعي كاريلي                                                     |                            | Coat of arms of Karelia (constituent entity of روسيا) |
| الجمهورية الكريلية - الفنلندية السوفيتية الاشتراكية (1940–1956) | الصناعات                    | Coat of arms of the Karelo-Finnish SSR            |                                                                       |                            | Coat of arms of Karelia (constituent entity of روسيا) |
| الجمهورية الكريلية - الفنلندية السوفيتية الاشتراكية (1940–1956) | زخرفة                       | Coat of arms of the Karelo-Finnish SSR            | تطريز شعبي كاريلي                                                     |                            | Coat of arms of Karelia (constituent entity of روسيا) |
| جمهورية ما وراء القوقاز الاشتراكية السوفيتية (1922–1936)        |                             | Emblem of the Transcaucasian SFSR                 | نباتات                                                                | قمح، قطن، ذرة، أرز، عنب    |                                                       |
| جمهورية ما وراء القوقاز الاشتراكية السوفيتية (1922–1936)        | مناظر طبيعية، خصائص جغرافية | Emblem of the Transcaucasian SFSR                 | جبال القوقاز                                                          |                            |                                                       |
| جمهورية ما وراء القوقاز الاشتراكية السوفيتية (1922–1936)        | الصناعة                     | Emblem of the Transcaucasian SFSR                 | مصنع، منصات حفر النفط                                                 |                            |                                                       |
| جمهورية ما وراء القوقاز الاشتراكية السوفيتية (1922–1936)        | زخرفة                       | Emblem of the Transcaucasian SFSR                 |                                                                       |                            |                                                       |

## شعارات أخرى لمناطق ما بعد الاتحاد السوفيتي

### الأقاليم المستقلة الحالية

شعار جمهورية بريدنيستروفيان المولدوفية
شعارجمهورية أبخازيا
شعارجمهورية أوسيتيا الجنوبية

### الأقاليم المستقلة السابقة

شعار جمهورية إشكيريا الشيشانية (1990-1997)
شعار جمهورية القرم (2014)
شعار جمهورية لوغانسك الشعبية (2014)
شعار جمهورية دونيتسك الشعبية (2014)
شعار جمهورية أرتساخ (1992–2024)